# Wang Fan
En aquest nom xinès, el cognom és Wang.
Wang Fan (228 - 266 EC), nom estilitzat Yongyuan (永元), va ser un oficial administratiu i astrònom de l'estat de Eastern Wu durant el període dels Tres Regnes de la història xinesa. Era originari de Lujiang (al sud-oest de l'actual Comtat Lujiang, Anhui). Ell n'era molt competent en matemàtiques i astronomia. Va calcular la distància des del Sol a la Terra, però el seu model geomètric no era correcte. A més, donà el valor numèric de π com 142 / 45 = 3.155… (Schepler 1950, p. 168; Volkov 1997, p. 312), però no de forma tan exacta com aconseguí el seu contemporani matemàtic Liu Hui.